# Villa Ebe
Villa Ebe (anche nota come Castello di Pizzofalcone) è una palazzina neogotica che sorge sul fianco occidentale del Monte Echia a Napoli, in cima alle antiche rampe di Pizzofalcone, nel quartiere San Ferdinando.

## Storia e descrizione
Fu costruita nel 1922 secondo il gusto e lo stile vittoriano dell'architetto ed urbanista Lamont Young che, circa vent'anni prima, si era occupato dell'edificazione del castello Aselmeyer. L'edificio assunse il nome di Castello Lamont e fu progettato su due scompartimenti distinti che fungevano uno (il lato di villa Ebe) come residenza personale dell'architetto napoletano, nel quale vi abitò fino alla sua scomparsa avvenuta per suicidio proprio nella villa stessa; l'altro scompartimento invece fungeva da residenza per la famiglia Astarita. Quest'ultima parte del complesso, andò definitivamente distrutta da un bombardamento degli alleati durante la seconda guerra mondiale e ciò che rimane oggi visibile dell'opera di Young è dunque solo la parte riguardante villa Ebe.
Il nome originale mutò nel corso degli anni, prendendo poi quello dell'allora giovane moglie di Young (Ebe), la quale continuò a dimorarvi fino al 1970; in seguito, i suoi eredi ne alienarono la proprietà al comune di Napoli. Nel 2000 un incendio doloso la danneggiò profondamente devastandone le sale interne e distruggendo completamente l'incantevole scala elicoidale. L'elemento di spicco della villa rimane pertanto la torre quadrata con contrafforti ottagonali in pietra vesuviana con finestre ad arco poste sui tre lati della stessa.
Il sito da anni langue abbandonato e fino agli inizi del 2000 non ha ancora preso slancio il progetto di rivalorizzazione approvato poi solo nel 2005, ma finora mai avviato. Tale progetto immagina la villa trasformata in grande museo interattivo, sede di mostre e convegni, dedicato all'architettura liberty; si prevede, inoltre, la risistemazione della panoramica terrazza (che gode di una vista a 360° sul prospiciente golfo) e l'installazione su di essa di un moderno periscopio, secondo il modello della Torre di Tavira a Cadice.
Nonostante nel luglio 2008 la Regione Campania abbia approvato un finanziamento con fondi europei dei lavori di ristrutturazione e riutilizzo del sito per un totale di 3.350.000 euro, al 2019 la villa versa in stato di totale abbandono .
Nel 2023 esce il film documentario "il sogno di Lamont Young" prodotto e diretto da Francesco Carignani. Anche grazie al successo del documentario, Villa Ebe torna sotto i riflettori dei media.